# Gerlach (Abt)
Gerlach von Mühlhausen (tschechisch Jarloch; * 1. November 1165 im Rheinland; † 1228 in Milevsko) war der erste Abt des Klosters Mühlhausen in Böhmen. Zudem wirkte er als Chronist.

## Leben
Gerlach wurde im Alter von neun Jahren auf die Schule nach Würzburg geschickt. Von dort aus wurde er vermutlich 1177 vom Seelauer Abt Gottschalk in das Kloster Seelau mitgenommen, wo er dem Orden der Prämonstratenser beitrat. Am 25. Februar 1184 wurde er vom Prager Bischof Heinrich zum Diakon und 1186 zum Priester geweiht. Dieser ernannte ihn 1187 zum ersten Abt des sich seit 1184 im Aufbau befindlichen Klosters Mühlhausen (Milevsko). 1197 geleitete Gerlach den Klostergründer Georg von Mühlhausen (Jiři z Milevska) nach Prag. Bis 1221 ist er mehrmals in Urkunden nachgewiesen.
Neben seinen Verdiensten um das Kloster Mühlhausen erlangte Gerlach auch eine Bedeutung als Chronist. Zunächst ließ er die hinterlassenen Aufzeichnungen des Geschichtsschreibers Vinzenz von Prag († 1167), der als Kaplan des Prager Bischofs Daniel wirkte, abschreiben und fügte einige Anmerkungen hinzu. Die anschließenden Aufzeichnungen ab 1167 führte er selbst fort. In seine Chronik nahm er auch den Bericht des Ansbert über den Kreuzzug Kaiser Friedrichs auf, der in anderen Quellen nicht erhalten ist.
Gerlachs erhaltene Chronik, die sich im Archiv des Klosters Strahov befindet, bricht mit dem Jahr 1198 ab. Die Fortsetzung ist vermutlich verloren gegangen. Nach Angaben des böhmischen Chronisten Václav Hájek z Libočan starb Abt Gerlach im Jahr 1228.